# Km 28
Km 28 è il secondo album in studio del cantante italiano Avincola, pubblicato il 20 maggio 2015.

## Tracce
1. KM28 (2:05)
2. Er fuggitivo (3:57)
3. Roma far west (2:47)
4. Io mi fermo qua (3:16)
5. Non lasciarti andare via (2:38)
6. Via da qui (3:13)
7. Come er sole quanno piove (4:50)
8. Se domani (4:16)
9. Corri amore! (2:32)
10. #FamoseNserfi (feat. Fiorello) (2:49)

## Formazione
- Simone Avincola: voce, chitarra acustica, cori
- Edoardo Petretti: pianoforte, tastiere, fisarmonica, cori
- Stefano Ciuffi: chitarra acustica, chitarra elettrica, cori
- Matteo Alparone: basso elettrico, contrabbasso
- Luca Monaldi: batteria, percussioni
- Fiorello: voce in stile Clint Eastwood in #FamoseNserfi
- Effervescenti Naturali (Gemelli di Guidonia): cori frizzanti su Corri amore!